# كولن ديكنسون
كولن ديكنسون (بالإنجليزية: Colin Dickinson) هو دراج نيوزيلندي، ولد في 14 أكتوبر 1931 في وانجانوي في نيوزيلندا، وتوفي في 9 أغسطس 2006.

## وصلات خارجية
- كولن ديكنسون على موقع أرشيف الدراجات (الإنجليزية)
- كولن ديكنسون على موقع أوليمبيديا (الإنجليزية)
- كولن ديكنسون على موقع اللجنة الأولمبية النيوزيلندية (الإنجليزية)
- كولن ديكنسون على موقع اتحاد ألعاب الكومنولث (مؤرشف) (الإنجليزية)